# أماندا غرين
أماندا غرين (19 مارس 1984 في نيوزيلندا - ) (بالإنجليزية: Amanda Green)‏ هي لاعبة كريكت نيوزلندية. شاركت مع منتخب نيوزيلندا الوطني للكريكت.

## وصلات خارجية
- أماندا غرين على موقع إي آس بي آن كريك إنفو (الإنجليزية)